# جوني فيلارويل
جوني فيلارويل (بالإسبانية: Johnny Villarroel Delgadillo)‏ هو لاعب كرة قدم بوليفي، ولد في 5 أبريل 1955.